# Katedra Wniebowzięcia Najświętszej Marii Panny w Puli
Katedra Wniebowzięcia Najświętszej Marii Panny (chrw. Katedrala Uznesenja Marijina u Puli) – konkatedra rzymskokatolickiej diecezji porecko-pulskiej w Puli, w Chorwacji. Wybudowana w XV wieku na miejscu dawnej świątyni Jowisza i późniejszej wczesnochrześcijańskiej bazyliki (pozostały resztki mozaik z V-VI wieku). W trzynawowych wnętrzach świątyni pozostały antyczne kolumny i rzymski sarkofag (III wiek) stanowiący dziś ołtarz główny.